# The Cullinan

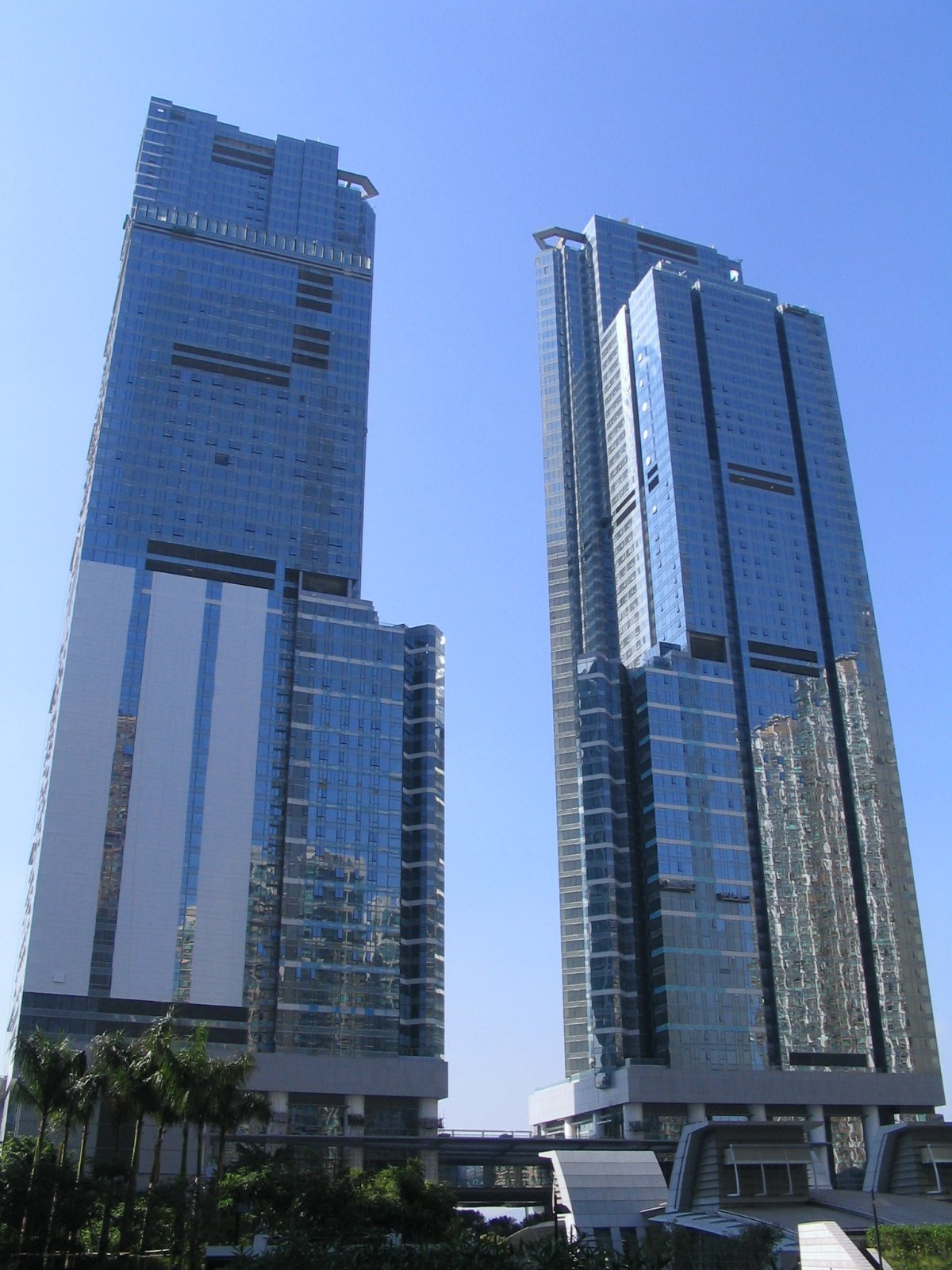
The Cullinan visto desde Union Square.

The Cullinan (Chino: 天璽) es un proyecto residencial localizado en Union Square (Hong Kong). El complejo es también conocido como Proyecto de Kowloon Station Paquete 6 o Union Square Fase 6. El promotor del complejo es Sun Hung Kai Properties. Tanto la torre norte como la sur de The Cullinan, llamadas The Cullinan Torre Norte y The Cullinan Torre Sur, son el edificio residencial más alto de Hong Kong con 68 plantas y 270 m (886 ft) de altura, las cuales fueron completadas en 2008 y 2009. El proyecto, en su localización a primera línea de costa, está recubierto por muro cortina de cristal que ofrece vistas del Puerto de Victoria. La fachada de cristal da a las torres gemelas una imagen futurista, en línea con el cercano International Commerce Centre.
Las torres deben su nombre al Diamante Cullinan, de 3 106 quilates (621,2 g) de peso, encontrado en 1905, el cual es el diamante más grande del mundo. Las dos joyas pulidas más grandes procedentes del diamante Cullinan están actualmente engastadas en el Cetro, la Cruz y la Corona Imperial del Estado de las Joyas de la Corona británica.

## Propuesta original
El complejo Cullinan se propuso con sólo 45 plantas hasta la cancelación de la Fase 5 de Union Square. Después de que la Fase 5 fuera eliminada, se propusieron las Torres Cullinan con las actuales 68 plantas en su lugar.
The Cullinan está destinado a aquellas persona con rendas más altas. Según la revista Time, "podría ser calificado adecuadamente como los apartamentos más caros del mundo".